# Zakład Buffetta
Zakład Buffeta – dziesięcioletni zakład zaproponowany przez Warrena Buffetta w 2007 roku menadżerom funduszy inwestycyjnych, ogłoszony na platformie non-profit Long Bets (sfinansowanej przez Jeffa Bezosa). 

## Opis i przebieg zakładu
W 2007 r. Buffet założył się o pół miliona dolarów, że żaden zawodowy menadżer zarządzający funduszem inwestycyjnym nie jest w stanie wybrać pięciu dużych funduszy, które zarobiłyby w ciągu 10 lat więcej niż automatycznie zarządzany fundusz indeksowy Vanguard S&P fund, odwzorowujący skład portfela indeksu S&P 500. Był to efekt dyskusji wywołanej przez raport Buffeta za rok 2005, w którym wskazywał, że portfele aktywnie zarządzane przez profesjonalistów dają średnio gorsze stopy zwrotu w dłuższym okresie. 
Zakład miał trwać od 1 stycznia 2008 roku do 31 grudnia 2017 r.. Przegrana strona miała przeznaczyć 1 milion dolarów na wybraną przez zwycięzcę organizację charytatywną. 
Pomimo dużej liczby aktywnych menadżerów inwestycyjnych zachwalających swoje umiejętności, do zakładu przystąpił jedynie jeden z nich – Ted Seides (a dokładniej Protege Partners, LLC, której Ted Seides jest współwłaścicielem). Beneficjentem wygranego zakładu miała być jedna z fundacji charytatywnych wybrana przez strony zakładu: Girls Incorporated of Omaha jeśli wygrałby Buffet lub Friends of Absolute Return for Kids, Inc (ARK) w przypadku wygranej Protege Partners. 
Każda ze stron wyłożyła po 320 000 $, a łączna kwota 640 000 $ miała być wykorzystana do zakupu 10-letnich amerykańskich obligacji zerokuponowych (jako zabezpieczenie), których wartość miała wynieść 1 milion dolarów w momencie rozstrzygnięcia zakładu 31 grudnia 2017 r.
Choć wysokość kwoty zakładu pierwotnie wynosiła 1 milion dolarów, to ostateczna kwota na koniec okresu wyniosła 2 222 278 $, gdyż tyle warte było 11 200 udziałów Berkshire Hathaway B zakupionych pod koniec 2012 roku przez obie strony zakładu z inwestowanych środków (po wspólnym porozumieniu stron, ze względu na osiągnięcie celu 1 miliona dolarów wartości obligacji zerokuponowych przed jego zakończeniem). Fundusz indeksowy wybrany przez Buffeta wykazał średnioroczną stopę zwrotu w wysokości 8,5%, a najlepszy z funduszy wybranych przez Seidesa osiągnął średniorocznie 6,5%. Ostatecznie fundusze, w które zainwestował Seides zarobiły 220 000 $, w porównaniu z 854 000 $ zarobionymi przez wskazany fundusz Buffeta.
Uzyskana kwota końcowa w całości została przekazana na organizację wskazaną przez Buffeta.

## Wnioski płynące z zakładu Buffeta
1. Statystyka utrudnia „pokonanie” rynku. Wg Buffeta, skoro pasywni inwestorzy generują zyski porównywalne do średnich dla indeksów, to inwestorzy aktywni również generują wyniki średnie[2].
2. Koszty niwelują zyski. Do tych kosztów można zaliczyć opłaty stałe pobierane za zarządzanie funduszem hedgingowym, prowizje oraz opłaty związane z transakcjami[11]. Warren Buffet oszacował, że w okresie 9-letnim nawet ok. 60% osiągniętych zysków może być przejęte przez menadżerów zarządzających takimi funduszami. Przeciwstawia temu prawie bezkosztowe zarządzanie funduszami pasywnymi[2].
3. Inwestowanie w fundusze pasywne, jako najlepszy wybór dla większości inwestorów. Inwestor funduszu pasywnego może uzyskać wyniki lepsze od 99,9% innych uczestników rynku, łącznie z najlepszymi menadżerami topowych funduszy hedgingowych[11], których wysiłki neutralizują się nawzajem[12].